# Trudy Ship
Trudy Ship (* 4. Februar 1944 in Los Angeles, Kalifornien) ist eine US-amerikanische Filmeditorin, die in ihrer 40-jährigen Filmkarriere bei über 20 Kino-Produktionen für den Filmschnitt verantwortlich war. Darunter waren Filme wie Haus der Spiele, Die Akte, Mr. Holland’s Opus, 101 Dalmatiner oder Rock Star.

## Leben und Karriere
Trudy Ship, geboren 1944 in Los Angeles als Tochter des kanadischen Dramatikers und Drehbuchautors Reuben Ship, begann ihre Schnitt-Laufbahn während der 1970er Jahre zuerst als Assistentin bei Filmen wie Der Schläfer, Lenny oder Die Augen der Laura Mars. In den frühen 1980er Jahren assistierte sie dem Editor Evan A. Lottman bei Kinoproduktionen wie Sophies Entscheidung und Die Muppets erobern Manhattan, oder Michael Kahn bei Ulu Grosbards romantischem Drama Der Liebe verfallen, bevor sie der Regisseur Alan J. Pakula 1986 als Editorin für seinen Thriller Dream Lover engagierte.
Danach betreute sie als Editorin unter anderem Filme wie Haus der Spiele von David Mamet (1987), Der Mann im Mond von Robert Mulligan (1991), Spuren von Rot von Andy Wolk (1992), Die Akte erneut für Regisseur Alan J. Pakula (1993), darüber hinaus die Kinoproduktionen Mr. Holland’s Opus (1995), Der Guru (1998), Rock Star (2001) und Leben oder so ähnlich (2002) für Regisseur Stephen Herek.
2007 verpflichtete sie der Regisseur Daniel Waters für seine Filmkomödie Sex and Death 101 mit Simon Baker in der Hauptrolle. 2010 arbeitete sie für das John Doyle Drama Main Street in der Besetzung Colin Firth, Ellen Burstyn und Patricia Clarkson.

## Filmografie (Auswahl)

### Kino
- 1986: Dream Lover
- 1987: Haus der Spiele (House of Games)
- 1987: Hello Again – Zurück aus dem Jenseits (Hello Again)
- 1988: Things Change – Mehr Glück als Verstand (Things Change)
- 1991: Der Mann im Mond (The Man in the Moon)
- 1992: Spuren von Rot (Traces of Red)
- 1993: Die Akte (The Pelican Brief)
- 1995: Mr. Holland’s Opus
- 1996: 101 Dalmatiner (101 Dalmatians)
- 1998: Der Guru (Holy Man)
- 2001: Rock Star
- 2002: Leben oder so ähnlich (Life or Something Like It)
- 2006: Save the Last Dance 2
- 2007: Sex and Death 101
- 2010: Main Street
- 2014: Lucky Stiff

### Fernsehen
- 1990: Aufbruch der Söhne (Rising Son) (Fernsehfilm)
- 1992: Gut gezielt ist halb getroffen (Four Eyes and Six-Guns) (Fernsehfilm)
- 1995: Present Tense, Past Perfect (Fernsehkurzfilm)
- 2007: The Virgin of Akron, Ohio (Fernsehserie, 1 Episode)